# ISO 3166-2
ISO 3166-2 es la segunda parte del estándar internacional de normalización ISO 3166, publicado por la Organización Internacional de Normalización (ISO), que define los códigos de identificación de las principales subdivisiones (por ejemplo, provincias o estados) de todos los países codificados en ISO 3166-1. El nombre oficial de la norma es Códigos para la representación de nombres de países y sus subdivisiones - Parte 2: Código de subdivisión País, que fue publicada por primera vez en 1998.
El propósito de la norma ISO 3166-2 es establecer un estándar internacional de códigos alfanuméricos cortos y únicos, para representar las pertinentes divisiones administrativas y los territorios dependientes de todos los países, para su uso en etiquetas de paquetes, envases y otros objetos similares. Un código alfanumérico corto puede servir para indicar claramente una localización de una forma más conveniente y menos ambigua que el topónimo completo.
Cada código completo ISO 3166-2 consta de dos partes, separadas por un guion:
- La primera parte es el código ISO 3166-1 alfa-2 de cada país
- La segunda parte es una cadena de hasta tres caracteres alfanuméricos, que por lo general se obtienen de fuentes nacionales y los sistemas de codificación que ya están en uso en el país de que se trate, pero también puede ser desarrollada por la propia ISO.

Cada código ISO 3166-2 completo, se puede utilizar para identificar de forma única una subdivisión del país en un contexto global.
Actualmente, más de 4000 códigos se definen en la norma ISO 3166-2. Para algunos países, los códigos se definen para más de un nivel de subdivisiones.

## Códigos actuales
La siguiente tabla puede ser utilizada para acceder a los códigos ISO 3166-2 de cada país. La tabla contiene los siguientes datos:
- Entrada: Código ISO 3166-1 alfa-2 asignado a cada país o territorio. Haga clic para ver los códigos ISO 3166-2 de ese territorio.
- País o Territorio: Nombre común del país o territorio. En cursiva se indica la denominación oficial del país o territorio según la norma ISO 3166.
- Códigos de subdivisiones asignados: Número y tipo de subdivisiones con código asignado en ISO 3166-2. En cursiva se indican las divisiones de segundo nivel.

| Entrada (clic para ver los códigos) | País o Territorio (en cursiva el nombre oficial en la ONU y en la norma ISO)           | Códigos de subdivisiones asignados (en cursiva las divisiones de segundo nivel) |
| ----------------------------------- | -------------------------------------------------------------------------------------- | --- |
| AD                                  | Andorra                                                                                | 7 parroquias |
| AE                                  | Emiratos Árabes Unidos                                                                 | 7 emiratos |
| AF                                  | Afganistán                                                                             | 34 provincias |
| AG                                  | Antigua y Barbuda                                                                      | 6 parroquias 2 dependencias |
| AI                                  | Anguila                                                                                | — |
| AL                                  | Albania                                                                                | 12 condados 36 distritos |
| AM                                  | Armenia                                                                                | 1 ciudad 10 regiones |
| AO                                  | Angola                                                                                 | 18 provincias |
| AQ                                  | Antártida                                                                              | — |
| AR                                  | Argentina                                                                              | 1 ciudad 23 provincias |
| AS                                  | Samoa Americana                                                                        | — |
| AT                                  | Austria                                                                                | 9 estados federados |
| AU                                  | Australia                                                                              | 6 estados 2 territorios |
| AW                                  | Aruba                                                                                  | — |
| AX                                  | Åland Islas Åland                                                                      | — |
| AZ                                  | Azerbaiyán                                                                             | 1 república autónoma 11 ciudades 66 raiones |
| BA                                  | Bosnia y Herzegovina                                                                   | 2 entidades 1 distrito con estatus especial 10 cantones |
| BB                                  | Barbados                                                                               | 11 parroquias |
| BD                                  | Bangladés Bangladesh                                                                   | 7 divisiones administrativas 64 distritos |
| BE                                  | Bélgica                                                                                | 3 regiones 10 provincias |
| BF                                  | Burkina Faso                                                                           | 13 regiones 45 provincias |
| BG                                  | Bulgaria                                                                               | 28 regiones |
| BH                                  | Baréin Bahrein                                                                         | 5 gobernaciones |
| BI                                  | Burundi                                                                                | 17 provincias |
| BJ                                  | Benín Benin                                                                            | 12 departamentos |
| BL                                  | San Bartolomé Saint Barthélemy                                                         | — |
| BM                                  | Bermudas                                                                               | — |
| BN                                  | Brunéi Brunei Darussalam                                                               | 4 distritos |
| BO                                  | Bolivia Bolivia (Estado Plurinacional de)                                              | 9 departamentos |
| BQ                                  | Bonaire, San Eustaquio y Saba                                                          | 3 entidades públicas |
| BR                                  | Brasil                                                                                 | 1 distrito federal 26 estados |
| BS                                  | Bahamas                                                                                | 31 distritos |
| BT                                  | Bután Bhután                                                                           | 20 distritos |
| BV                                  | Isla Bouvet                                                                            | — |
| BW                                  | Botsuana Botswana                                                                      | 9 distritos |
| BY                                  | Bielorrusia Belarús                                                                    | 6 provincias 1 región especial |
| BZ                                  | Belice                                                                                 | 6 distritos |
| CA                                  | Canadá                                                                                 | 10 provincias 3 territorios |
| CC                                  | Islas Cocos Islas Cocos (Keeling)                                                      | — |
| CD                                  | República Democrática del Congo Congo (República Democrática del)                      | 1 ciudad 10 provincias |
| CF                                  | República Centroafricana                                                               | 1 comuna 14 prefecturas 2 prefecturas económicas |
| CG                                  | República del Congo Congo                                                              | 1 capital 10 regiones |
| CH                                  | Suiza                                                                                  | 26 cantones |
| CI                                  | Costa de Marfil Côte d'Ivoire                                                          | 19 regiones |
| CK                                  | Islas Cook                                                                             | — |
| CL                                  | Chile                                                                                  | 16 regiones |
| CM                                  | Camerún                                                                                | 10 regiones |
| CN                                  | República Popular China China                                                          | 23 provincias 5 regiones autónomas 4 municipios 2 regiones administrativas especiales |
| CO                                  | Colombia                                                                               | La capital 32 departamentos |
| CR                                  | Costa Rica                                                                             | 7 provincias |
| CU                                  | Cuba                                                                                   | 15 provincias 1 municipio especial |
| CV                                  | Cabo Verde                                                                             | 2 regiones geográficas 22 municipios |
| CW                                  | Curazao Curaçao                                                                        | — |
| CX                                  | Isla de Navidad                                                                        | — |
| CY                                  | Chipre                                                                                 | 6 distritos |
| CZ                                  | República Checa                                                                        | 13 regiones 1 ciudad capital 91 distritos |
| DE                                  | Alemania                                                                               | 16 estados federados |
| DJ                                  | Yibuti Djibouti                                                                        | 5 regiones 1 ciudad |
| DK                                  | Dinamarca                                                                              | 5 regiones |
| DM                                  | Dominica                                                                               | 10 parroquias |
| DO                                  | República Dominicana                                                                   | 1 distrito 31 provincias |
| DZ                                  | Argelia                                                                                | 48 provincias |
| EC                                  | Ecuador                                                                                | 24 provincias |
| EE                                  | Estonia                                                                                | 15 condados |
| EG                                  | Egipto                                                                                 | 29 gobernaciones |
| EH                                  | Sahara Occidental                                                                      | — |
| ER                                  | Eritrea                                                                                | 6 regiones |
| ES                                  | España                                                                                 | 17 comunidades autónomas 2 ciudades autónomas 50 provincias |
| ET                                  | Etiopía                                                                                | 9 estados 2 ciudades |
| FI                                  | Finlandia                                                                              | 19 regiones |
| FJ                                  | Fiyi Fiji                                                                              | 4 divisiones 1 dependencia |
| FK                                  | Islas Malvinas Islas Falkland [Malvinas]                                               | — |
| FM                                  | Micronesia (Estados Federados de)                                                      | 4 estados |
| FO                                  | Islas Feroe                                                                            | — |
| FR                                  | Francia                                                                                | 22 regiones metropolitanas 4 regiones/departamentos de ultramar 96 departamentos metropolitanos 6 departamentos y colectividades de ultramar |
| GA                                  | Gabón                                                                                  | 9 provincias |
| GB                                  | Reino Unido Reino Unido de Gran Bretaña e Irlanda del Norte                            | 3 países y 1 provincia: * Inglaterra: 27 condados no-metropolitanos, 32 municipios de Londres, 36 distritos metropolitanos, 55 autoridades unitarias, 1 corporación (City de Londres) * Escocia: 32 concejos * Gales: 22 autoridades unitarias * Irlanda del Norte: 26 distritos 3 términos geopolíticos: Inglaterra y Gales, Gran Bretaña y Reino Unido |
| GD                                  | Granada                                                                                | 6 parroquias 1 dependencia |
| GE                                  | Georgia                                                                                | 10 regiones 2 repúblicas autónomas |
| GF                                  | Guayana Francesa                                                                       | — |
| GG                                  | Guernsey                                                                               | — |
| GH                                  | Ghana                                                                                  | 10 regiones |
| GI                                  | Gibraltar                                                                              | — |
| GL                                  | Groenlandia                                                                            | 4 municipios |
| GM                                  | Gambia                                                                                 | 1 ciudad 5 divisiones |
| GN                                  | Guinea                                                                                 | 8 regiones administrativas 33 prefecturas |
| GP                                  | Guadalupe Guadeloupe                                                                   | — |
| GQ                                  | Guinea Ecuatorial                                                                      | 2 regiones 7 provincias |
| GR                                  | Grecia                                                                                 | 13 periferias 51 departamentos 1 parte autogobernada |
| GS                                  | Islas Georgias del Sur y Sandwich del Sur Georgia del Sur y las Islas Sandwich del Sur | — |
| GT                                  | Guatemala                                                                              | 22 departamentos |
| GU                                  | Guam                                                                                   | — |
| GW                                  | Guinea-Bisáu Guinea Bissau                                                             | 3 provincias 1 sector autónomo 8 regiones |
| GY                                  | Guyana                                                                                 | 10 regiones |
| HK                                  | Hong Kong                                                                              | — |
| HM                                  | Islas Heard y McDonald Isla Heard e Islas McDonald                                     | — |
| HN                                  | Honduras                                                                               | 18 departamentos |
| HR                                  | Croacia                                                                                | 21 condados |
| HT                                  | Haití                                                                                  | 10 departamentos |
| HU                                  | Hungría                                                                                | 1 ciudad capital 19 condados 23 ciudades de derecho de condado |
| ID                                  | Indonesia                                                                              | 7 unidades geográficas 1 provincia autónoma 30 provincias 1 distrito especial 1 región especial |
| IE                                  | Irlanda                                                                                | 4 provincias 26 condados |
| IL                                  | Israel                                                                                 | 6 distritos |
| IM                                  | Isla de Man                                                                            | — |
| IN                                  | India                                                                                  | 28 estados 7 territorios de la unión |
| IO                                  | Territorio Británico del Océano Índico                                                 | — |
| IQ                                  | Irak Iraq                                                                              | 18 gobernaciones |
| IR                                  | Irán Irán (República Islámica de)                                                      | 30 provincias |
| IS                                  | Islandia                                                                               | 8 regiones |
| IT                                  | Italia                                                                                 | 20 regiones 110 provincias |
| JE                                  | Jersey                                                                                 | — |
| JM                                  | Jamaica                                                                                | 14 parroquias |
| JO                                  | Jordania                                                                               | 12 gobernaciones |
| JP                                  | Japón                                                                                  | 47 prefecturas |
| KE                                  | Kenia Kenya                                                                            | 8 provincias |
| KG                                  | Kirguistán                                                                             | 1 ciudad 7 regiones |
| KH                                  | Camboya                                                                                | 4 municipios autónomos 20 provincias |
| KI                                  | Kiribati                                                                               | 3 grupos de islas |
| KM                                  | Comoras                                                                                | 3 islas |
| KN                                  | San Cristóbal y Nieves Saint Kitts y Nevis                                             | 2 islas 14 parroquias |
| KP                                  | Corea del Norte Corea (República Popular Democrática de)                               | 1 ciudad capital 1 ciudad especial 9 provincias |
| KR                                  | Corea del Sur Corea (República de)                                                     | 1 ciudad capital metropolitana 6 ciudades metropolitanas 9 provincias |
| KW                                  | Kuwait                                                                                 | 6 gobernaciones |
| KY                                  | Islas Caimán                                                                           | — |
| KZ                                  | Kazajistán                                                                             | 2 ciudades 14 regiones |
| LA                                  | Laos República Democrática Popular Lao                                                 | 1 prefectura 16 provincias 1 zona especial |
| LB                                  | Líbano                                                                                 | 8 gobernaciones |
| LC                                  | Santa Lucía                                                                            | 11 distritos |
| LI                                  | Liechtenstein                                                                          | 11 municipios |
| LK                                  | Sri Lanka                                                                              | 9 provincias 25 distritos |
| LR                                  | Liberia                                                                                | 15 condados |
| LS                                  | Lesoto Lesotho                                                                         | 10 distritos |
| LT                                  | Lituania                                                                               | 10 condados |
| LU                                  | Luxemburgo                                                                             | 3 distritos |
| LV                                  | Letonia                                                                                | 110 municipios 9 ciudades republicanas |
| LY                                  | Libia                                                                                  | 22 distritos |
| MA                                  | Marruecos                                                                              | 16 regiones 46 provincias 17 prefecturas |
| MC                                  | Mónaco                                                                                 | 17 barrios |
| MD                                  | Moldavia Moldova (República de)                                                        | 1 unidad territorial autónoma 3 ciudades 32 distritos 1 unidad territorial |
| ME                                  | Montenegro                                                                             | 21 municipios |
| MF                                  | San Martín (parte francesa) Saint Martin (parte francesa)                              | — |
| MG                                  | Madagascar                                                                             | 6 provinces |
| MH                                  | Islas Marshall                                                                         | 2 grupos de islas 24 municipios |
| MK                                  | Macedonia Macedonia (La ex República Yugoslava de)                                     | 84 municipios |
| ML                                  | Malí                                                                                   | 1 distrito 8 regiones |
| MM                                  | Myanmar                                                                                | 7 divisiones 7 estados |
| MN                                  | Mongolia                                                                               | 1 ciudad capital 21 provincias |
| MO                                  | Macao                                                                                  | — |
| MP                                  | Islas Marianas del Norte                                                               | — |
| MQ                                  | Martinica Martinique                                                                   | — |
| MR                                  | Mauritania                                                                             | 1 distrito 12 regiones |
| MS                                  | Montserrat                                                                             | — |
| MT                                  | Malta                                                                                  | 68 concejos locales |
| MU                                  | Mauricio                                                                               | 3 islas exteriores 9 distritos |
| MV                                  | Maldivas                                                                               | 7 provincias 1 capital 20 atolones administrativos |
| MW                                  | Malaui Malawi                                                                          | 3 regiones 28 distritos |
| MX                                  | México                                                                                 | 31 Estados 1 Capital Federal (Ciudad de México) |
| MY                                  | Malasia                                                                                | 3 territorios federales 13 estados |
| MZ                                  | Mozambique                                                                             | 1 ciudad 10 provincias |
| NA                                  | Namibia                                                                                | 13 regiones |
| NC                                  | Nueva Caledonia                                                                        | — |
| NE                                  | Níger                                                                                  | 1 comunidad urbana 7 departamentos |
| NF                                  | Isla Norfolk                                                                           | — |
| NG                                  | Nigeria                                                                                | 1 distrito capital 36 estados |
| NI                                  | Nicaragua                                                                              | 15 departamentos 2 regiones autónomas |
| NL                                  | Países Bajos                                                                           | 12 provincias 3 países 3 municipios especiales |
| NO                                  | Noruega                                                                                | 19 provincias 2 territorios |
| NP                                  | Nepal                                                                                  | 5 zonas de desarrollo 14 zonas |
| NR                                  | Nauru                                                                                  | 14 distritos |
| NU                                  | Niue                                                                                   | — |
| NZ                                  | Nueva Zelanda Nueva Zelandia                                                           | 2 islas 12 concejos regionales 4 autoridades unitarias 1 autoridad de isla especial |
| OM                                  | Omán                                                                                   | 5 regiones 4 gobernaturas |
| PA                                  | Panamá                                                                                 | 10 provincias 3 comarcas |
| PE                                  | Perú                                                                                   | 1 provincia constitucional 1 municipio 24 departamentos |
| PF                                  | Polinesia Francesa                                                                     | — |
| PG                                  | Papúa Nueva Guinea Papua Nueva Guinea                                                  | 1 distrito 18 provincias 1 región autónoma |
| PH                                  | Filipinas                                                                              | 17 regiones 80 provincias |
| PK                                  | Pakistán                                                                               | 1 territorio capital federal 4 provincias 1 territorio 2 áreas administradas por Pakistán |
| PL                                  | Polonia                                                                                | 16 provincias |
| PM                                  | San Pedro y Miquelón                                                                   | — |
| PN                                  | Pitcairn                                                                               | — |
| PR                                  | Puerto Rico                                                                            | — |
| PS                                  | Palestina, Estado de                                                                   | 16 gobernaciones |
| PT                                  | Portugal                                                                               | 18 distritos 2 regiones autónomas |
| PW                                  | Palaos Palau                                                                           | 16 estados |
| PY                                  | Paraguay                                                                               | 1 capital 17 departamentos |
| QA                                  | Catar Qatar                                                                            | 7 municipios |
| RE                                  | Reunión                                                                                | — |
| RO                                  | Rumania                                                                                | 41 departamentos 1 municipio |
| RS                                  | Serbia                                                                                 | 2 provincias autónomas 29 distritos 1 ciudad |
| RU                                  | Rusia Federación de Rusia                                                              | 21 repúblicas 9 territorios administrativos 46 regiones administrativas 2 ciudades autónomas 1 región autónoma 4 distritos autónomos |
| RW                                  | Ruanda Rwanda                                                                          | 1 ciudad concejo 4 provincias |
| SA                                  | Arabia Saudita                                                                         | 13 provincias |
| SB                                  | Islas Salomón                                                                          | 1 territorio de la capital 9 provincias |
| SC                                  | Seychelles                                                                             | 25 distritos |
| SD                                  | Sudán                                                                                  | 17 estados |
| SE                                  | Suecia                                                                                 | 21 provincias |
| SG                                  | Singapur                                                                               | 5 distritos |
| SH                                  | Santa Elena, Ascensión y Tristán de Acuña                                              | 3 unidades administrativas |
| SI                                  | Eslovenia                                                                              | 210 municipios |
| SJ                                  | Svalbard y Jan Mayen                                                                   | — |
| SK                                  | Eslovaquia                                                                             | 8 regiones |
| SL                                  | Sierra Leona                                                                           | 1 distrito 3 provincias |
| SM                                  | San Marino                                                                             | 9 municipios |
| SN                                  | Senegal                                                                                | 14 regiones |
| SO                                  | Somalia                                                                                | 18 regiones |
| SR                                  | Surinam Suriname                                                                       | 10 distritos |
| SS                                  | Sudán del Sur                                                                          | 10 estados |
| ST                                  | Santo Tomé y Príncipe                                                                  | 2 provincias |
| SV                                  | El Salvador                                                                            | 14 departamentos |
| SX                                  | Sint Maarten (parte neerlandesa)                                                       | — |
| SY                                  | Siria República Árabe Siria                                                            | 14 provincias |
| SZ                                  | Esuatini                                                                               | 4 distritos |
| TC                                  | Islas Turcas y Caicos                                                                  | — |
| TD                                  | Chad                                                                                   | 22 regiones |
| TF                                  | Tierras Australes Francesas                                                            | — |
| TG                                  | Togo                                                                                   | 5 regiones |
| TH                                  | Tailandia                                                                              | 1 administración metropolitana 1 ciudad administrativa especial 75 provincias |
| TJ                                  | Tayikistán                                                                             | 1 región autónoma 2 regiones |
| TK                                  | Tokelau                                                                                | — |
| TL                                  | Timor Oriental Timor-Leste                                                             | 13 distritos |
| TM                                  | Turkmenistán                                                                           | 5 regiones 1 ciudad |
| TN                                  | Túnez                                                                                  | 24 gobernaciones |
| TO                                  | Tonga                                                                                  | 5 divisiones |
| TR                                  | Turquía                                                                                | 81 provincias |
| TT                                  | Trinidad y Tobago Trinidad y Tabago                                                    | 11 regiones 5 municipios |
| TV                                  | Tuvalu                                                                                 | 1 ciudad concejo 7 islas concejo |
| TW                                  | Taiwán Taiwán (Provincia de China)                                                     | 16 distritos 5 municipios 2 municipios especiales |
| TZ                                  | Tanzania Tanzania, República Unida de                                                  | 31 regiones |
| UA                                  | Ucrania                                                                                | 24 regiones 1 república 2 ciudades |
| UG                                  | Uganda                                                                                 | 4 regiones geográficas 111 distritos |
| UM                                  | Islas Ultramarinas Menores de Estados Unidos                                           | 9 islas y grupos de islas |
| US                                  | Estados Unidos Estados Unidos de América                                               | 50 estados 1 distrito 6 áreas insulares |
| UY                                  | Uruguay                                                                                | 19 departamentos |
| UZ                                  | Uzbekistán                                                                             | 1 ciudad 12 regiones 1 república |
| VA                                  | Vaticano Santa Sede                                                                    | — |
| VC                                  | San Vicente y las Granadinas                                                           | 6 parroquias |
| VE                                  | Venezuela Venezuela (República Bolivariana de)                                         | 1 dependencia federal 1 distrito federal 23 estados |
| VG                                  | Islas Vírgenes Británicas Islas Vírgenes (Británicas)                                  | — |
| VI                                  | Islas Vírgenes de los Estados Unidos Islas Vírgenes (EE.UU.)                           | — |
| VN                                  | Vietnam Viet Nam                                                                       | 59 provincias 5 municipios |
| VU                                  | Vanuatu                                                                                | 6 provincias |
| WF                                  | Wallis y Futuna                                                                        | — |
| WS                                  | Samoa                                                                                  | 11 distritos |
| YE                                  | Yemen                                                                                  | 1 municipio 20 gobernaciones |
| YT                                  | Mayotte                                                                                | — |
| ZA                                  | Sudáfrica                                                                              | 9 provincias |
| ZM                                  | Zambia                                                                                 | 9 provincias |
| ZW                                  | Zimbabue Zimbabwe                                                                      | 10 provincias |

Notas
1. ↑  El territorio asignado a la Antártida por la ONU, es todo el territorio al sur del paralelo 60º sur, incluyendo los territorios reclamados por otros países.
2. ↑  A las Islas Malvinas se les conoce como Islas Falkland en el mundo anglosajón y como Malvinas en el resto del mundo.
3. ↑  A Myanmar anteriormente se la conocía como Birmania
4. ↑  Incluye territorios del Reino de los Países Bajos.
5. ↑  La parte antártica francesa conocida como Tierra Adelia, dentro de la norma ISO se encuentra incluida en la Antártida, al ser un territorio no reconocido internacionalmente a ningún país.
6. ↑  Taiwán está incluido como una subdivisión de China por su estatus político dentro de las Naciones Unidas, ya que, aunque está de facto como jurisdicción independiente, las Naciones Unidas no lo reconocen como independiente y consideran Taiwán como parte de China. En ISO 3166-1, Taiwán es listado como "Taiwán, Provincia de China".

## Subdivisiones incluidas en ISO 3166-1
Para los siguientes países, el número de sus subdivisiones en ISO 3166-2, la mayoría de ellos territorios dependientes, tienen también oficialmente asignados su código de país en ISO 3166-1:
| Entrada | Nombre del país | Subdivisiones incluidas en ISO 3166-1 (código alfa-2) |
| ------- | --------------- | --- |
| CN      | China           | CN-71 Taiwán (TW) CN-91 Hong Kong (HK) CN-92 Macao (MO) |
| FI      | Finlandia       | FI-01 Åland (AX) |
| FR      | Francia         | FR-BL San Bartolomé (BL) FR-GF Guayana Francesa (GF) FR-GP Guadalupe (GP) FR-MF San Martín (MF) FR-MQ Martinica (MQ) FR-NC Nueva Caledonia (NC) FR-PF Polinesia Francesa (PF) FR-PM San Pedro y Miquelón (PM) FR-RE Reunión (RE) FR-TF Tierras Australes y Antárticas Francesas (TF) FR-WF Wallis y Futuna (WF) FR-YT Mayotte (YT) |
| NL      | Países Bajos    | NL-AW Aruba (AW) NL-BQ1 Bonaire (BQ) NL-BQ2 Isla de Saba (BQ) NL-BQ3 San Eustaquio (BQ) NL-CW Curazao (CW) NL-SX Sint Maarten (SX) |
| NO      | Noruega         | NO-21 Svalbard (SJ) NO-22 Jan Mayen (SJ) |
| US      | Estados Unidos  | US-AS Samoa Americana (AS) US-GU Guam (GU) US-MP Islas Marianas del Norte (MP) US-PR Puerto Rico (PR) US-UM Islas Ultramarinas Menores de Estados Unidos (UM) US-VI Islas Vírgenes de los Estados Unidos (VI) |

Notas
1. ↑  Taiwán está incluido como una subdivisión de China por su estatus político dentro de las Naciones Unidas, ya que, aunque está de facto como jurisdicción independiente, las Naciones Unidas no lo reconocen como independiente y consideran Taiwán como parte de China. En ISO 3166-1, Taiwán es listado como "Taiwán, Provincia de China".
2. ↑  En ISO 3166-1, tres países están listados como subdivisiones de los Países Bajos. Sin embargo, los mencionados Países Bajos es un país por si solo con los otros tres países, siendo estos territorios dependientes. Los cuatro países juntos constituyen el Reino de los Países Bajos.
3. 1 2 3  Colectivamente Bonaire, San Eustaquio e Isla de Saba tienen oficialmente asignado su propio código de país en ISO 3166-1.
4. 1 2  Colectivamente Svalbard y Jan Mayen tienen oficialmente asignado su propio código de país en ISO 3166-1.

## Formato
El formato de los códigos ISO 3166-2 es diferente para cada país. Los códigos pueden ser alfabéticos, numéricos, o alfanuméricos, y pueden ser de longitud constante o variable. La siguiente es una tabla de los códigos ISO 3166-2 de cada país (para aquellos que los han definido), agrupados por su formato:
| Número de caracteres (de la segunda parte) | Alfabético | Numérico | Alfa-numérico                                          |
| ------------------------------------------ | --- | --- | ------------------------------------------------------ |
| 1                                          | AR, BO, FJ, GM, KI, KM, LS, LU, MG, SL, ST, TG, TM, VE Subdivisiones de primer nivel solo: BD, CV, FR, GN, GQ, GR, GW, KN, MH, MW, NZ, UG | AT, GA, IS, NE Subdivisiones de primer nivel solo: LK, NP |                                                        |
| 2                                          | AE, AM, BI, BJ, BN, BQ, BR, BS, BW, BY, CA, CD, CH, CL, CM, DE, DJ, ER, ET, GE, GH, GL, GT, GY, HN, HT, HU, ID, IN, IQ, JO, KW, LA, LB, LR, LT, LY, MC, MD, MU, NA, NG, NI, OM, PK, PL, QA, SB, SD, SH, SK, SN, SO, SR, SS, SV, SY, SZ, TD, TJ, TL, US, UY, UZ, WS, YE, ZA, ZW Subdivisiones de primer nivel solo: CZ, RS Subdivisiones de segundo nivel solo: AL, CV, GN, GQ, GW, IT, MW, NP | AD, AG, BB, BG, BH, CI, CN, CU, CY, DK, DM, DO, DZ, EE, FI, GD, HR, IR, JM, JP, KP, KR, LC, LI, ME, MK, MM, MT, MY, NO, NR, PT, RW, SA, SC, SG, SM, TN, TO, TR, TZ, UA, UM, VC, ZM Subdivisiones de primer nivel solo: AL, BF, IT, MA, PH Subdivisiones de segundo nivel solo: BA, BD, KN, LK, RS | BT, MV, VN Subdivisiones de segundo nivel solo: FR, GR |
| 3                                          | AF, AO, BE, FM, GB, KZ, MX, PE, PG, PS, TT, TV, TW, VU Subdivisiones de primer nivel solo: BA Subdivisiones de segundo nivel solo: BF, MA, MH, NZ, PH | KE, PW, SI Subdivisiones de segundo nivel solo: UG | Subdivisiones de segundo nivel solo: CZ                |
| 1 o 2                                      | CR, EC, ES, IE, IL, KG, RO, SE | KH | PA, TH                                                 |
| 1 o 3                                      | MZ | MN | ML                                                     |
| 2 o 3                                      | AU, AZ, BZ, CF, CO, RU | | LV, MR, NL                                             |
| 1, 2 o 3                                   | EG | | CG, PY                                                 |

## Actualizaciones
El ISO 3166/MA actualiza ISO 3166-2 cuando es necesario, mediante el anuncio de los cambios en sus boletines de noticias, y la liberación de nuevas ediciones que comprenden una consolidación de los cambios de los boletines. Los cambios en ISO 3166-2 consisten principalmente en correcciones ortográficas, adicción y supresión de subdivisiones, y modificación de la estructura administrativa.
| Edición/Boletín | Fecha de publicación              | Entradas afectadas |
| --------------- | --------------------------------- | --- |
| ISO 3166-2:1998 | 1998-12-20                        | Primera edición de ISO 3166-2 |
| Boletín I-1     | 2000-06-21                        | BY, CA, DO, ER, ES, IT, KR, NG, PL, RO, RU, TR, VN, YU |
| Boletín I-2     | 2002-05-21                        | AE, AL, AO, AZ, BD, BG, BJ, CA, CD, CN, CV, CZ, ES, FR, GB, GE, GN, GT, HR, ID, IN, IR, KZ, LA, MA, MD, MW, NI, PH, TR, UZ, VN |
| Boletín I-3     | 2002-08-20                        | AE, CZ, IN, KZ, MD, MO, PS (nueva entrada), TP (cambia a TL), UG |
| Boletín I-4     | 2002-12-10                        | BI, CA, EC, ES, ET, GE, ID, IN, KG, KH, KP, KZ, LA, MD, MU, RO, SI, TJ, TL, TM, TW, UZ, VE, YE |
| Boletín I-5     | 2003-09-05                        | BW, CH, CZ, LY, MY, SN, TN, TZ, UG, VE, YU (cambia a CS) |
| Boletín I-6     | 2004-03-08                        | AF, AL, AU, CN, CO, ID, KP, MA, TN, ZA |
| Boletín I-7     | 2005-09-13                        | AF, DJ, ID, RU, SI, VN |
| Boletín I-8     | 2007-04-17                        | AD, AG, BB, BH, CI, CS (eliminada), DM, GB, GD, GG (nueva entrada), IM (nueva entrada), IR, IT, JE (nueva entrada), KN, LI, ME (nueva entrada), MK, NR, PW, RS (nueva entrada), RU, RW, SB, SC, SM, TD, TO, TV, VC                                                                         |
| Boletín I-9     | 2007-11-28                        | BG, BL (nueva entrada), CZ, FR, GB, GE, LB, MF (nueva entrada), MK, MT, RU, SD, SG, UG, ZA |
| ISO 3166-2:2007 | 2007-12-13                        | Segunda edición de ISO 3166-2 (estos cambios no se anunciaron en un boletín) BA, DK, DO, EG, GN, HT, KE, KW, LC, LR, TV, YE, ZA |
| Boletín II-1    | 2010-02-03 (corrected 2010-02-19) | AL, BO, CZ, ES, FR, GN, GR, GW, ID, IE, IT, KN, KP, LK, MA, MH, NP, RS, UG, VE |
| Boletín II-2    | 2010-06-30                        | AG, AR, BA, BF, BI, BS, BY, CF, CL, CV, EC, EG, GB, GL, HU, IT, KE, KM, LY, MD, MW, NG, NZ, OM, PA, PE, PH, RU, SC, SH, SI, SN, TD, TM, YE |
| Boletín II-3    | 2011-12-13 (corrected 2011-12-15) | AF, AN (eliminada), AW, AZ, BD, BE, BG, BQ (nueva entrada), BS, CV, CW (nueva entrada), DJ, DK, ER, FI, FR, GB, GQ, HN, HR, HT, ID, IE, IN, JO, KW, LS, LV, MC, ME, MK, MM, MV, NL, NO, NP, NR, PG, PK, PL, PS, QA, SA, SD, SE, SH, SS (nueva entrada), SX (nueva entrada), TL, TN, TR, VN |